# フランシスコ・ロマーノ・ギルマン
フランシスコ・ロマーノ・ギルマン（スペイン語: Francisco Romano Guillemín, 1884年11月29日 - 1950年5月28日）はメキシコの画家である。メキシコにおける印象派、新印象派のスタイルの画家のパイオニアである。

## 略歴
メキシコのゲレーロ州のトラパ・デ・コモンフォート(Tlapa de Comonfort)で生まれた。スペイン人の父親(Faustino Romano)から生まれた7人兄弟の一人だった。プエブラで学んだ後、メキシコシティの美術学校、アカデミア・デ・サン・カルロスでアントニオ・ファブレスやヘルマン・ヘドビウス、レアンドロ・イサギレの元で学んだ。同時期の学生には後にメキシコ壁画運動で有名になるディエゴ・リベラがいた。
ヨーロッパで修行し、印象派、新印象派の画家の作品から影響を受け、ジョルジュ・スーラのような点描による作品も描いた。メキシコに戻った後、国立美術学校(Escuela Nacional de Bellas Artes:ENBA)と改名されたアカデミア・デ・サン・カルロスで教えた。

## 作品

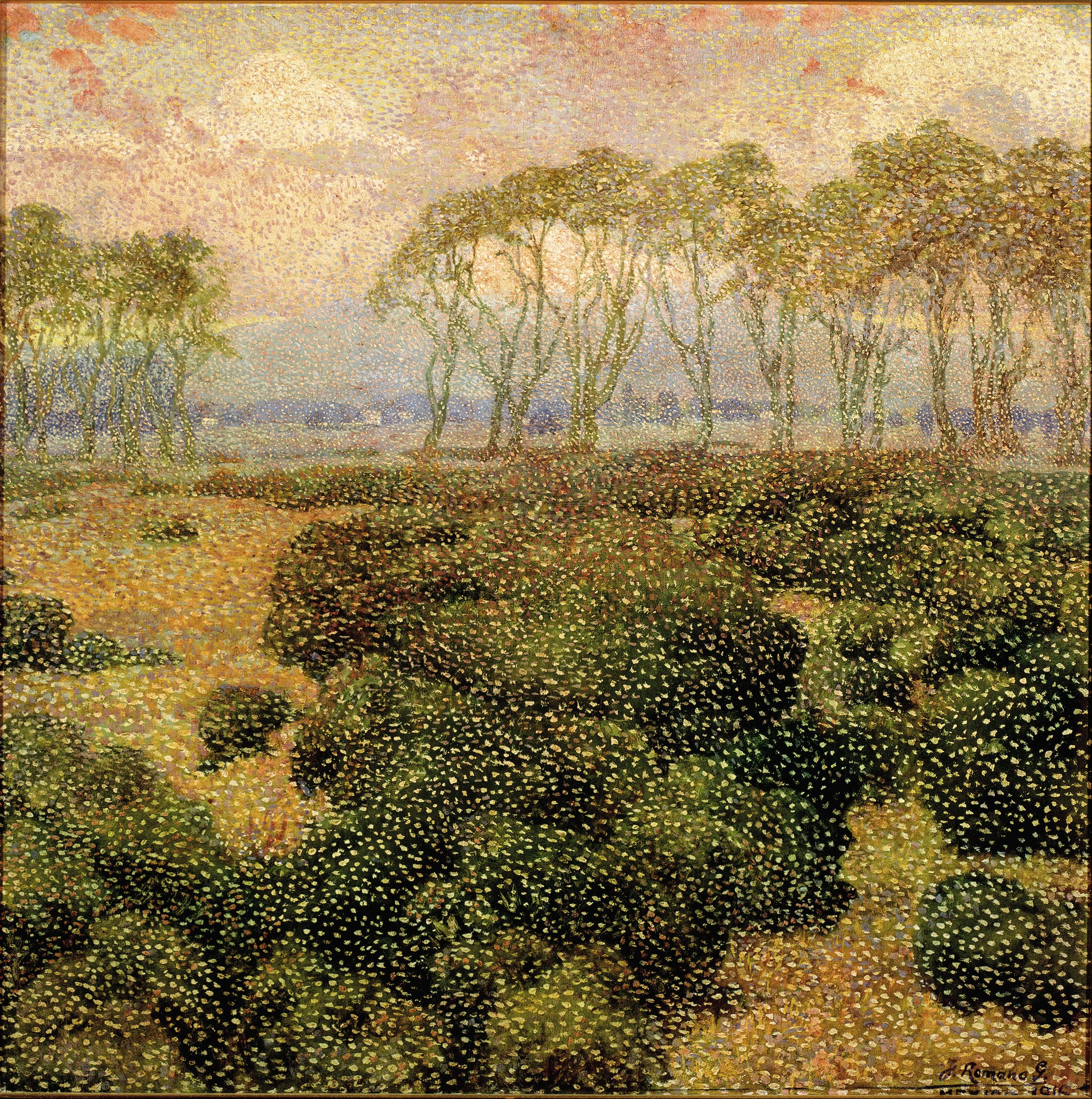
El último beso (1916) メキシコ国立美術館 蔵
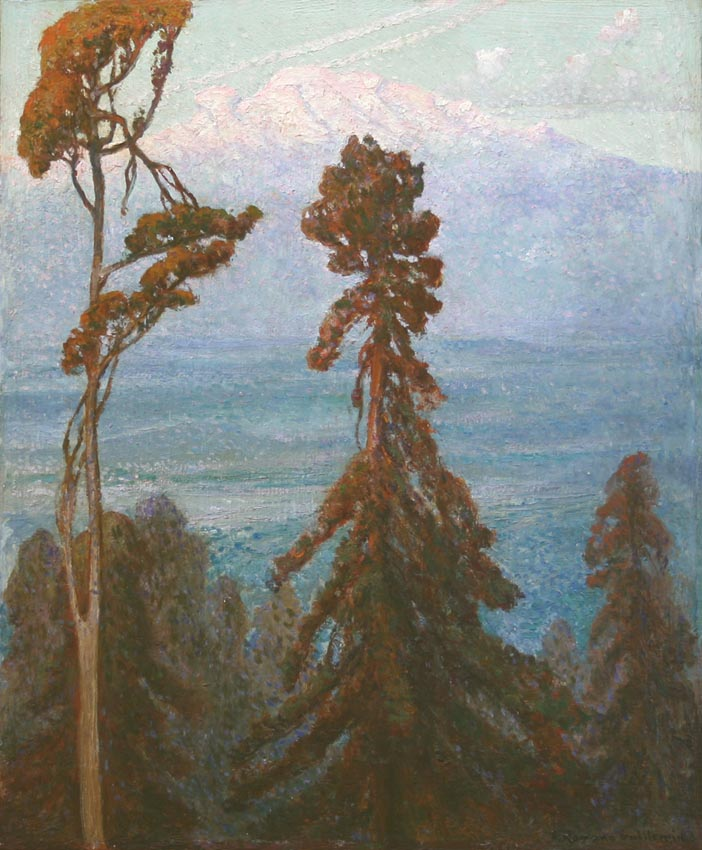
イスタクシウアトルの風景
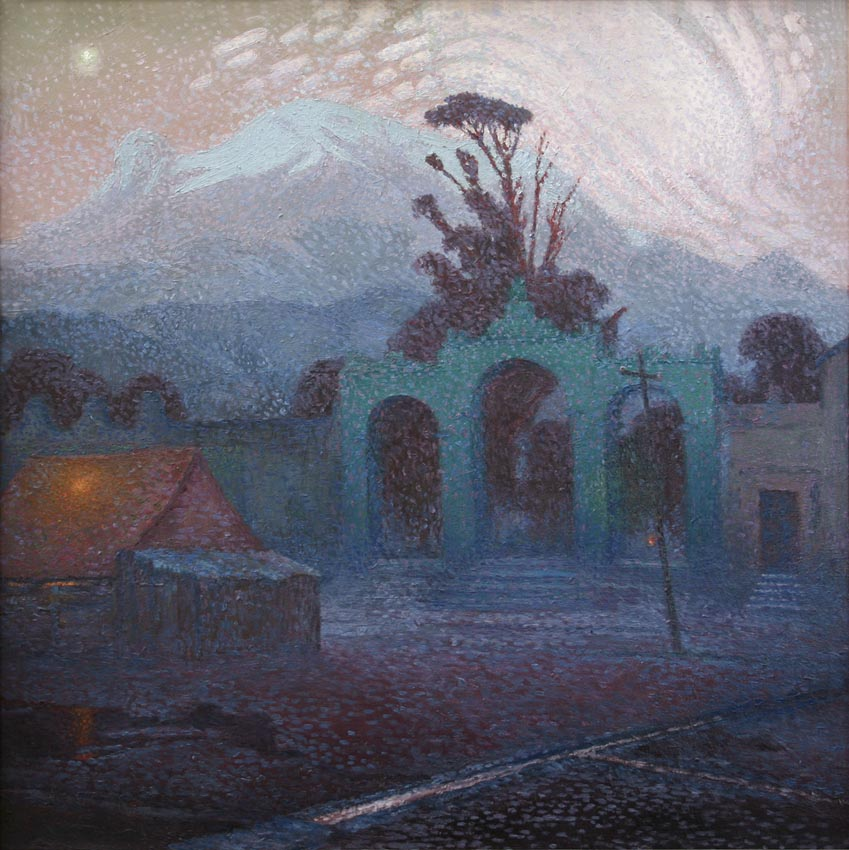
プラザ・アメカメカ